# Xandro Meurisse
Xandro Meurisse (ur. 31 stycznia 1992 w Kortrijk) – belgijski kolarz szosowy.

## Osiągnięcia
Opracowano na podstawie:

2013
- 1. miejsce na 4. etapie Okolo Jižních Čech

2015
- 1. miejsce w klasyfikacji górskiej Circuit des Ardennes

2016
- 3. miejsce w Quatre Jours de Dunkerque
  - 1. miejsce na 4. etapie
- 1. miejsce w klasyfikacji górskiej Tour of Britain

2017
- 2. miejsce w Volta Limburg Classic
- 2. miejsce w Tour de Luxembourg
  - 1. miejsce w klasyfikacji młodzieżowej
- 2. miejsce w Dwars door de Vlaamse Ardennen
- 3. miejsce w Druivenkoers Overijse

2018
- 2. miejsce w Circuit de la Sarthe
- 1. miejsce w Druivenkoers Overijse

2020
- 1. miejsce w Vuelta a Murcia
  - 1. miejsce w klasyfikacji punktowej
  - 1. miejsce na 1. etapie

2021
- 1. miejsce w Giro del Veneto

2022
- 3. miejsce w GP Industria & Artigianato di Larciano
- 3. miejsce w Circuit de la Sarthe

## Rankingi
| Rok             | 2013 | 2014 | 2015 | 2016 | 2017 | 2018 | 2019 | 2020 | 2021 | 2022 | 2023 | 2024 |
| --------------- | ---- | ---- | ---- | ---- | ---- | ---- | ---- | ---- | ---- | ---- | ---- | ---- |
| World Ranking   |      |      |      | 161. | 119. | 118. | 341. | 151. | 281. | 188. | 540. | 174. |
| UCI Europe Tour | 647. | 499. | 514. | 47.  | 35.  | 25.  | 276. | 124. | 238. | 155. | -    | 142. |
| UCI Asia Tour   | -    | -    | -    | -    | -    | 646. |      |      |      |      |      |      |
|                 |      |      |      |      |      |      |      |      |      |      |      |      |
| Źródło: UCI     |      |      |      |      |      |      |      |      |      |      |      |      |